# Apollo GT
Apollo (Аполло) — з 1962 року американський виробник автомобілів. Штаб-квартира розташована в місті Окленд. У 1965 році компанія припинила виробництво автомобілів.

## Мілт Браун
На початку 1960-х років у США все ще зберігалася мода на спортивні європейські автомобілі, яку ввели американські солдати, що поверталися з Європи після перемоги над фашизмом. Jaguar, MG, Alfa Romeo або Ferrari приковували погляди перехожих, але наскільки європейські машини були гарними, настільки ж вони славилися ненадійністю. Було мало сміливців, які б зважилися вирушити в подорож у сусідній штат на Ferrari, американські ж машини конструктивно були простішими, менш примхливими, а відповідно й більш надійними. Цей факт змусив трьох друзів Мілта Брауна, Рона Плешіа і Ньютона Девіса створити свій продукт, який був би гарний, як італійські або британські автомобілі, і надійний та невибагливий, як споконвічно американський продукт. Браун і Плешіа були однокласниками, і ще зі шкільних парт захопилися автомобілями. Коли вони закінчили коледж, то Мілт Браун вирушив до Європи, де знайшов роботу інженером у британській фірмі Emeryson. Брати Емері займалися виробництвом автомобілів, які конкурували у Formula 1, а Брауну довірили працювати у відділі шасі та підвіски. Плешіа пішов вчитися далі, втупивши до Art Center College of Design, який відкрився в Пасадені. У вільний час він підробляв промисловим дизайнером, однією з його найбільш помітних робіт було створення стенда Standard Oil для промислової виставки. Третій товариш Ньютон Девіс отримав ступінь бакалавра в Каліфорнійському університеті в Берклі і відкрив свій невеликий бізнес.
Улітку 1960 року Браун під час Гран-прі в Монако познайомився з господарем італійської фірми Carrozzeria Intermeccanica Френком Рейзнером. Між молодими людьми зав'язалася розмова, Рейзнер показав фотографії автомобіля, який збирала його компанія. Рейзнер народився в Угорщині в 1932 році, його батьки переїхали до Канади в 1940 році. Освіту хіміка Френк отримав у США, в університеті Мічигану, у 1958 році він одружився з Паулою, яка також у 1940 році прибула з батьками в Канаду, але з Чехословаччини. Молодят потягнуло назад до Європи, проте, оскільки його батьківщина і батьківщина його дружини були під впливом комуністичного режиму, то молода сім'я попрямувала до Німеччини. У батька Паули Рейзнер, який до війни був членом правління Féderation Internationale de L'Automobile, або коротко FIA, залишилися зв'язки в Європі. Коло його знайомств було настільки широким, що він написав рекомендаційні листи для представників фірм Porsche, Daimler-Benz, Alpine, Gordini, Panhard, FIAT, VW, Renault, Peugeot, DKW і DAF. У результаті Рейзнер вирішили зупинитися в Італії, в Турині, де в 1959 році заснували фірму Carrozzeria Intermeccanica, яка спочатку виготовляла комплекти для підвищення потужності маленьких європейських автомобілів. Це були нові впускні і випускні системи для Peugeot, Simca або Puch, потім майстерня зайнялася кузовними роботами, так, наприклад, випускала свою версію Steyr 500 — IMP 700 GT. Браун марив про свій автомобіль, який був би побудований на американських компонентах, але дизайном нічим не відрізнявся від кращих європейських машин, при цьому його машина повинна була і їздити як європейська, а не бути незграбною, як у інших виробників, які вже займалися виготовленням американо-європейських «гібридів», таких як Cunningham або Nash-Healey. Занадто важкі американські мотори зводили нанівець керованість легких британських шасі, розрахованих на такі ж легкі рядні компактні мотори.

## Розробка першої моделі автомобіля
Вибір припав на Рейзенера тому, що він погодився побудувати прототип всього за 5000 доларів, в той час як імениті контори брали за будівництво прототипу до 50000 доларів. Договір уклали простим рукостисканням, восени 1960 року Браун повертається у США, в Окленд, штат Каліфорнія. Браун скликає своїх шкільних друзів для реалізації проєкту, так Плешіа виступає в ролі дизайнера, Девіс — фінансовий директор, оскільки у нього був досвід роботи в малобюджетних компаніях, а Браун — головний інженер. Навесні 1961 року публіці постає нова модель Jaguar — E-Type, обводи кузова були не схожі на колишні автомобілі і приковували погляд сучасної молоді. Плешіа вразив дизайн, тепер з'явився прообраз для наслідування, він намалював кузов в схожих пропорціях, але загальний дизайн нагадував іншого улюбленця Плешіа — Ferrari 250 Speciale. За два тижні Плешіа побудував зі скловолокна модель в масштабі 1:4, яка відразу вирушила в Турин.

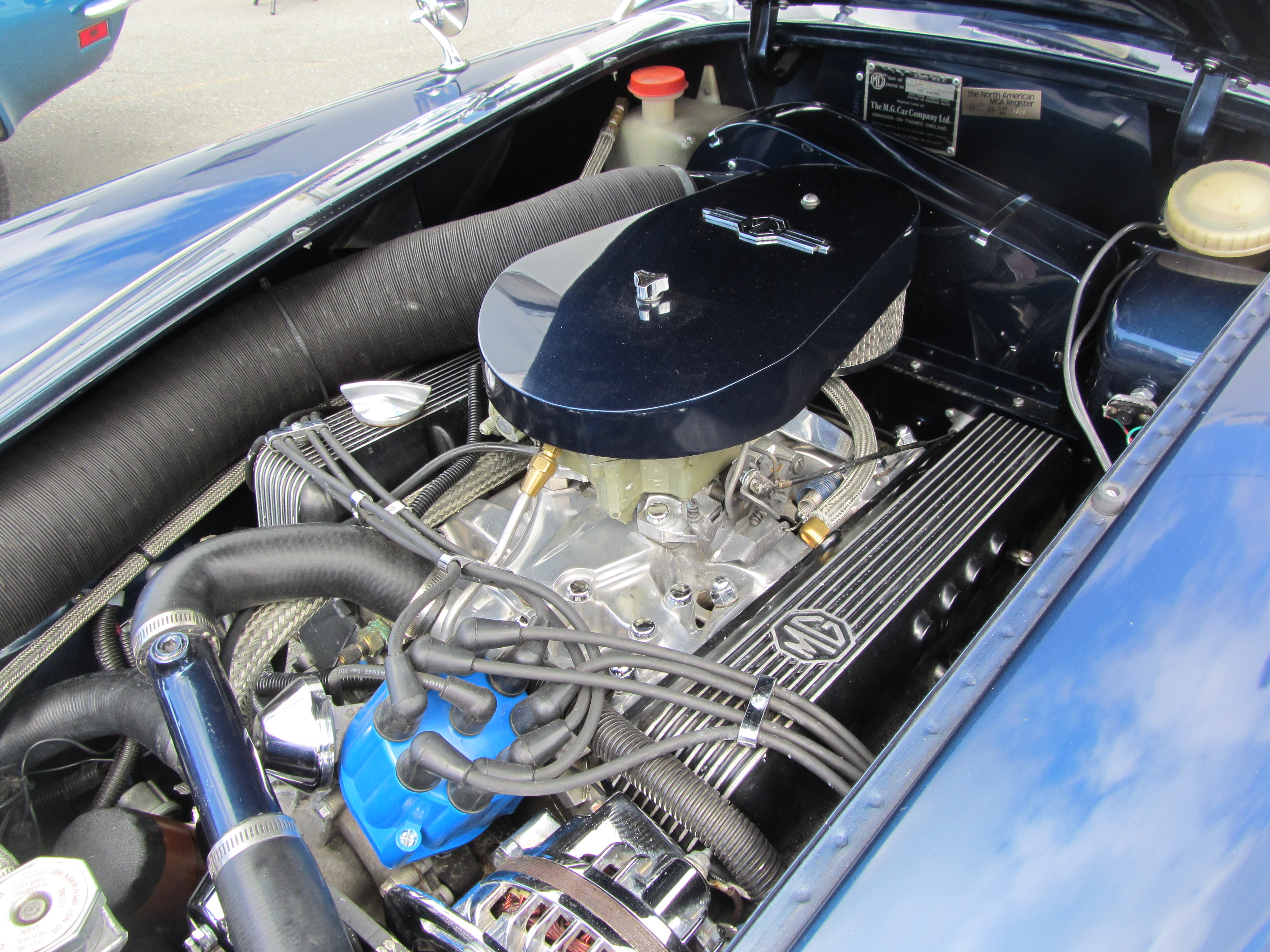
Двигун Buick 215 V8, який встановлювали на Apollo 3500 GT

Тим часом Браун знаходить технічного донора для свого проєкту, все в тому ж 1961 році публіці представляється нова модель Buick — Special Skylark, яка, не дивлячись на свої майже п'ятиметрові габарити, вийшла дуже європейською. По-перше, цей американський автомобіль оснастили задньою підвіскою на хитних чотирьох важелях, які розташовувались на пружинах, навіть такі європейські гранди як Ferrari і Maserati використовували в задній підвісці ресори. Така підвіска була не тільки легшою, але й дарувала кращу керованість, що зіграло на її популярності серед поліцейських і шерифів пожежних депо. Другою особливістю цієї моделі стала наявність сучасного восьмициліндрового V-подібного алюмінієвого двигуна, об'ємом 3.5 л, зробленого за подобою європейських V8. Новий легкий мотор вийшов досить потужним, базова версія його розвивала 155 кінських сил, проте версія з чотирикамерним карбюратором видавала вже 185 кінських сил, і це була не межа, більш пізні версії досягали 200 кінських сил, а Браун ще трохи налаштував мотор і зняв 225 кінських сил. Мотор повинен був працювати в парі з коробкою передач Borg Warner T10, яка добре себе зарекомендувала, що разом обіцяло непогану динаміку. Оскільки Браун мав за плечима інженерний досвід в британській гоночній фірмі, то він не забув скористатися ним. Так замість штатного переднього стабілізатора Skylark він виготовив свій, більш потужний, на передню вісь довелося поставити м'якші пружини і жорсткі амортизатори Monroe, також Браун переробив рульову сошку, все це було потрібно для того, щоб зробити рульове управління гострішим. Крім Buick, донором стали й інші автомобілі концерну GM. Наприклад, задні гальма були запозичені у Chevrolet Corvair, а хрестовини рульового механізму і трос тахометра встановили від Corvette. Всю цю начинку Браун одягнув на міцне трубчасте шасі каскадного типу, яке в грудні 1961 року вирушає в Турин, разом з шасі вирушили в поїздку і троє друзів. В Італії Девіс оплатив обумовлені 5000 доларів і стали чекати готовий автомобіль, який прибув у США в серпні 1962 року. Раму Браун сконструював і побудував самостійно в гаражі Ньютона Девіса.
Рейзнер побудував алюмінієвий кузов вручну, запросивши для цього найкращих кузовобудівників, що працювали в Турині. Так, наприклад, у нього працювали майстри з Zagato. Новинку вирішили показати в шоурумі відомого автодилера із Сан-Франциско — Беверлі Спенсера, який продавав автомобілі марки Buick, а також Ferrari, тому вибір був не випадковим. Сам Бев Спенсер був сином колишнього члена правління фірми Packard і захоплювався автоперегонами, звідси і дозвіл представляти фірму Ferrari в цьому південному штаті. Спенсер був першим, хто встановив на легкий маленький Lotus 7 мотор V8, це був той самий алюмінієвий двигун Buick 215.
Прототип, який назвали Apollo 3500 GT, викликав жвавий інтерес у відвідувачів і схвальні відгуки у журналістів, які прийшли на прем'єру. Автомобіль вийшов дуже легким, на півтонни легшим, ніж склопластиковий Corvette C2, що дозволило йому розвивати швидкість до 225 км/год і розганятися до 100 км/год за 7,5 секунди, а ¼ милі він проходив за 15,6 секунди, що було дуже непоганими показниками для початку 1960-х, практично такі ж характеристики були і у стандартного Corvette C2 з 5,3 л мотором, потужністю 250 кінських сил. Однак не ці характеристики, і навіть не шикарна обробка салону і якісно підігнані панелі здивували журналістів, а керованість цього автомобіля. На думку преси, Apollo 3500 GT перевершував за цим параметром не тільки Chevrolet Corvette C2 Sting Ray, а й споконвічних європейців — Aston Martin DB4 або Ferrari 250, адже розподіл мас по осях був 47 % до 53 % — практично ідеальний баланс. При цьому машину міг обслужити будь-який механік, знайомий з технікою фірми Buick. Назву машини придумала дружина Френка Рейзнера Паула, на її думку машина вийшла такою ж прекрасною, як міфологічний грецький бог Аполлон.

## Заснування компанії International Motor Cars
Бачачи такий успіх, тріо вирішує організувати фірму International Motor Cars, однак їм не вдається знайти спонсорів, а на трьох вони змогли зібрати лише 21 000 доларів. Виходячи з бізнес-плану, метою було будувати по дві машини на місяць, адже «конвеєр» був довжиною 9600 км: рами виготовлялися в Окленді, відправлялися одягатися в Турин, а потім вже оброблені, пофарбовані і з внутрішнім оздобленням вони поверталися назад. Через чверть століття за таким же шляхом пішов Cadillac, який відправляв шасі свого Allanté за модним одягом з Детройта в той же Турин. На все планувалося витрачати два місяці, тобто, з моменту замовлення до моменту одержання покупцем ключів, зараз на масові автомобілі при замовленні може піти до півроку очікування.

## Початок виробництва автомобілів Apollo

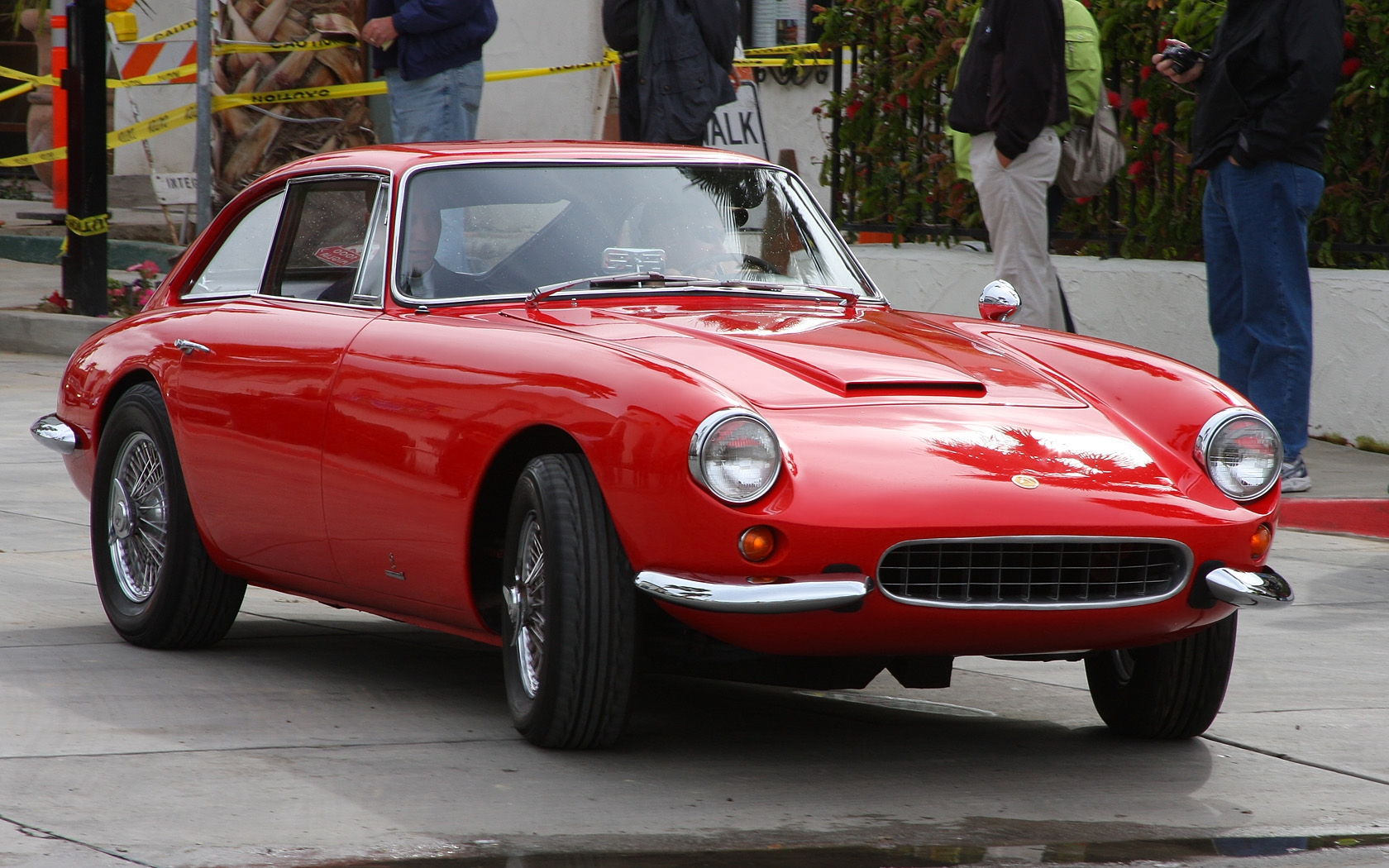
Apollo 5000 GT

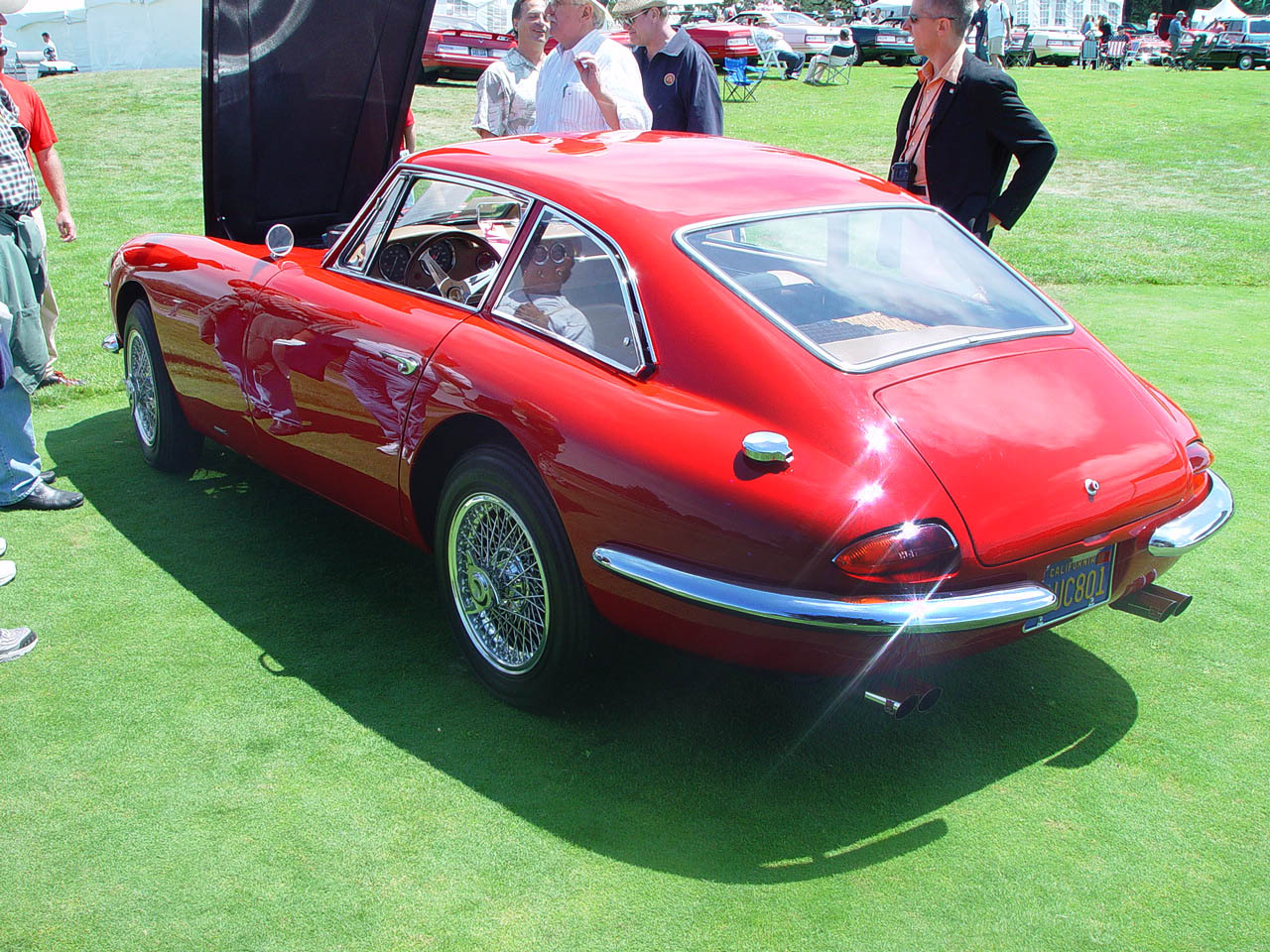
Apollo 5000 GT

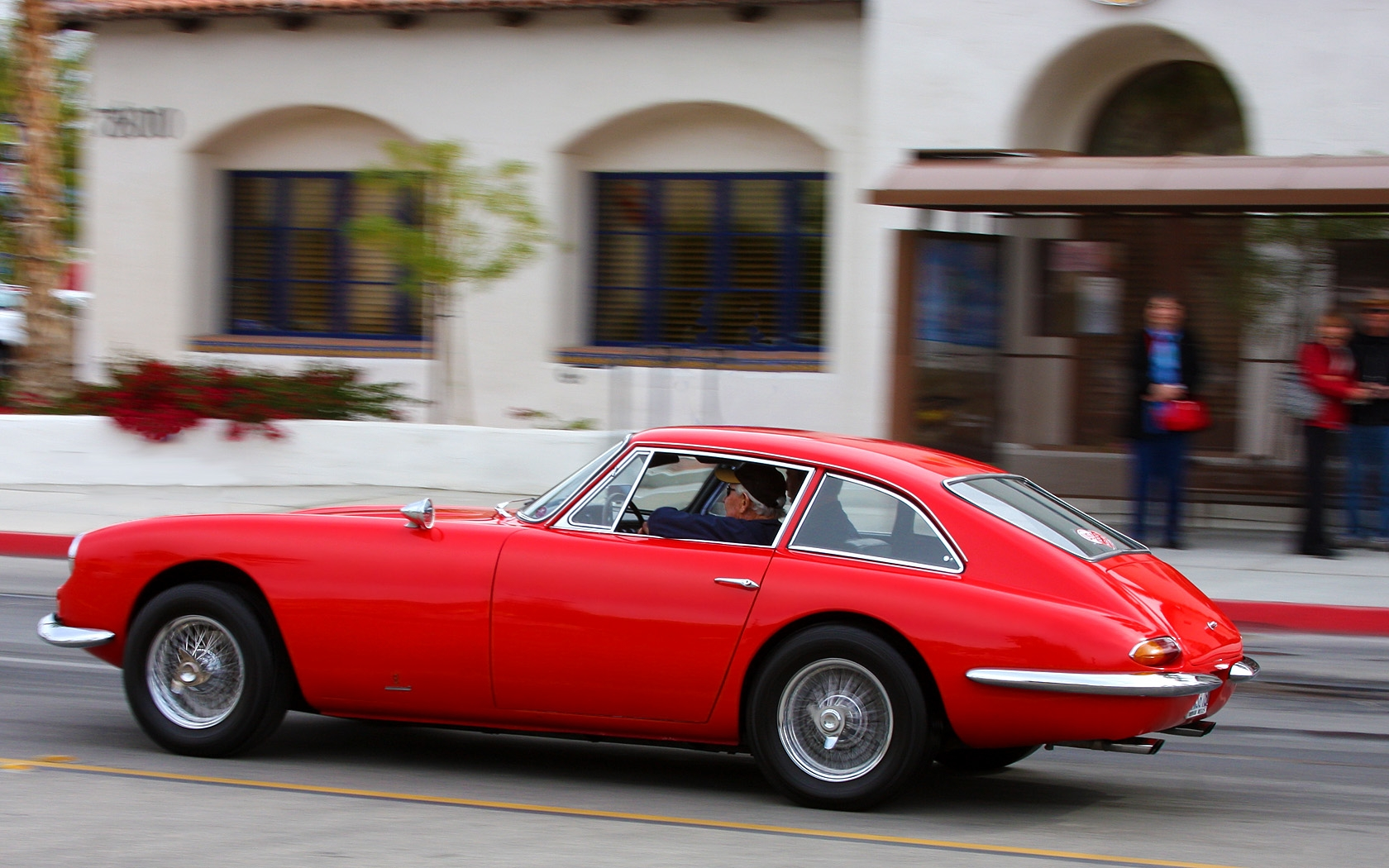
Apollo 5000 GT

Постачальником кузові], як зазначалося раніше, була Intermeccanica, однак, Рейзнер вирішив облагородити зовнішній вигляд автомобіля і задіяв свої зв'язки, закликавши на допомогу Франко Скальйоне, у якого за плечима був великий досвід роботи в Bertone. Скальйоне роком раніше створив кузов для Porsche 356 B Abarth Carrera GTL, який став прообразом дизайну легендарного 911. Італієць вкоротив передок, додав бокове вікно за середньою стійкою і збільшив заднє скло, зробивши машину ще більш схожою на E-type і Ferrari, сам кузов тепер вибивався з жерсті, а не з алюмінію. Для цього була виготовлена дерев'яна модель, за якою вистукували молотками кузовні панелі — дуже трудомістка і складна робота. Після того як кузов виготовлявся, його приварювали до рами, а не прикручували, як це буває в більшості випадків з рамними машинами. Перші серійні зразки з'явилися в березні 1963 року, однак, до цього часу General Motors вирішив припинити виробництво алюмінієвих V8, продавши технологію фірмі Rover, тим самим британці придбали собі мотор-довгожитель, який пізніше можна було зустріти на багатьох англійських автомобілях різних марок. Оскільки спочатку машина позиціонувалася як конструкція, зібрана на вузлах Buick, то під капотом з'явився двигун Buick 300, тобто 4.9-літровий мотор, оснащений чотирикамерним карбюратором Rochester, що дозволяло знімати 250 кінських сил проти стандартних 210. Попутно довелося ставити більш потужні гальма. Завдяки новому мотору серійна версія отримала індекс Apollo 5000 GT. Наявність більш потужного мотора дозволила конкурувати на трасах з людьми, які обрали Ferrari. Цінник сумою в 7000 доларів був якраз на тисячу меншим, ніж просили за Ferrari, але і на тисячу доларів більше, ніж просили в США за E-type. Ексклюзивності додавала дорога і якісна обробка салону, а також шпицьовані колеса фірми Borrani, на які одягали італійські покришки Pirelli Cinturato.
Офіс, що приймав замовлення, знаходився в Голлівуді, тому не дивно, що одними з перших покупців стали небожителі, які проживали в цій частині Лос-Анджелеса. Apollo 5000 GT був у знаменитого співака і актора Пета Буна, одного з небагатьох поп-співаків того часу, хто конкурував за популярністю з самими Елвісом Преслі, а також у американського актора і співака філіппінського походження Ларрі Рамоса.
Через рік після свого дебюту, 1964 року, в проспектах фірми з'явилися фотографії відкритої версії машини. Машину стало ще важче відрізнити від італійських шедеврів, межі відмінностей були настільки стерті, що навіть, наблизившись, не кожен визначив би країну походження цього красивого авто. Але це поки власник не повертав ключ запалювання, і тоді глядач вигинів кузова виразно чув детройтський V8, а не італійський мотор конструкції Колумбо.

## Автомобілі Vetta Ventura
Продажі машин тривали до середини 1964 року, весь цей час фірма ледь зводила кінці з кінцями. Не дивлячись на стабільний попит Девіс, Браун і Плешіа не могли знайти спонсорів проєкту, це був унікальний випадок, коли чудовий продукт не знайшов фінансової підтримки. І коли вже заручилися обіцянкою від групи інвесторів в розмірі 96 000 доларів з умовою, що на місяць повинно продаватися не менше восьми автомобілів, у фірми International Motor Cars просто закінчуються грошові активи. Фірма була змушена припинити своє існування. До цього моменту встигли побудувати 63 автомобілі Apollo GT. Рейзнер, залучений до проєкту, повинен був кудись збути кузови, що залишилися, тому при його сприянні, але не без допомоги колишнього сейлз-менеджера Intermeccanica Джорджа Фінлі укладається договір з Фредом Ріккеттсом з фірми Vangard Industries з Далласа. Vangard Industries виробляла автомобільні кондиціонери, тому Ріккетс вважає, що йому не складе труднощів реалізувати машини, які назвали Vetta Ventura («Велика пригода» в перекладі з італійської), через своїх клієнтів-дилерів, які закуповували у нього кондиціонери для продаваних ними машин. Зміна імені була одним з пунктів договору, оскільки колишні замовники планували все-таки знайти гроші на продовження свого бізнесу. Автомобілі, які продовжили складати в Техасі, були трохи модифікованими. Так замість штатних гальм були встановлені ще більш потужні гальма фірми Bendix, такі ж стояли на купе Avanti, також покажчики поворотів були перенесені з панелі приладів на регульовану рульову колонку, а замість букви A на логотипі тепер красувалася буква V.

## Компанія Apollo International Corporation
Однак, у Далласі встигли зібрати тільки 14 екземплярів. Усього через кілька місяців після того, як машини почали збирати в Техасі, Девіс нарешті знайшов інвестора — бізнесмена Роберта Аллена. Роберт на початку 1965 року засновує в місті Пасадені, штат Каліфорнія, фірму Apollo International Corp, яка складала комплекти, що залишилися, під маркою Apollo. На останні Apollo за бажанням замовника могли поставити автоматичну коробку передач або, наприклад, двигун 327 від Corvette. З гідромеханічною коробкою передач було виготовлено два примірника, а з 300-сильним мотором від Corvette був побудований всього один автомобіль. Усього ж фабрику покинуло 11 автомобілів.

## Наступники компанії International Motor Cars
Після того як закінчилися заготовки, сам проєкт Apollo не зник, весь цей час Нет Девіс продовжував шукати спонсорів, і знайшов Джека Гріффіта. Він теж був любителем європейських автомобілів, і з початку 1960-х років займався ліцензійним складанням TVR в Лонг-Айленді, встановлюючи на британські шасі і кузови американські двигуни від Ford Fairlane. Однак, Гріффіт вирішив оминути Девіса і вийшов на прямого постачальника кузовів Рейзнера. Той, у свою чергу, разом зі Скальйоне підготував модернізований кузов. У результаті на Нью-Йоркському автосалоні 1966 року на стенді Griffith красувався прототип Griffith GT 2+2, що зібрав натовпи зацікавлених. Як можна зрозуміти з назви, у салон поміщалося тепер 2 дорослих і двоє дітей, а в колишні варіанти ззаду можна було тільки помістити речі.

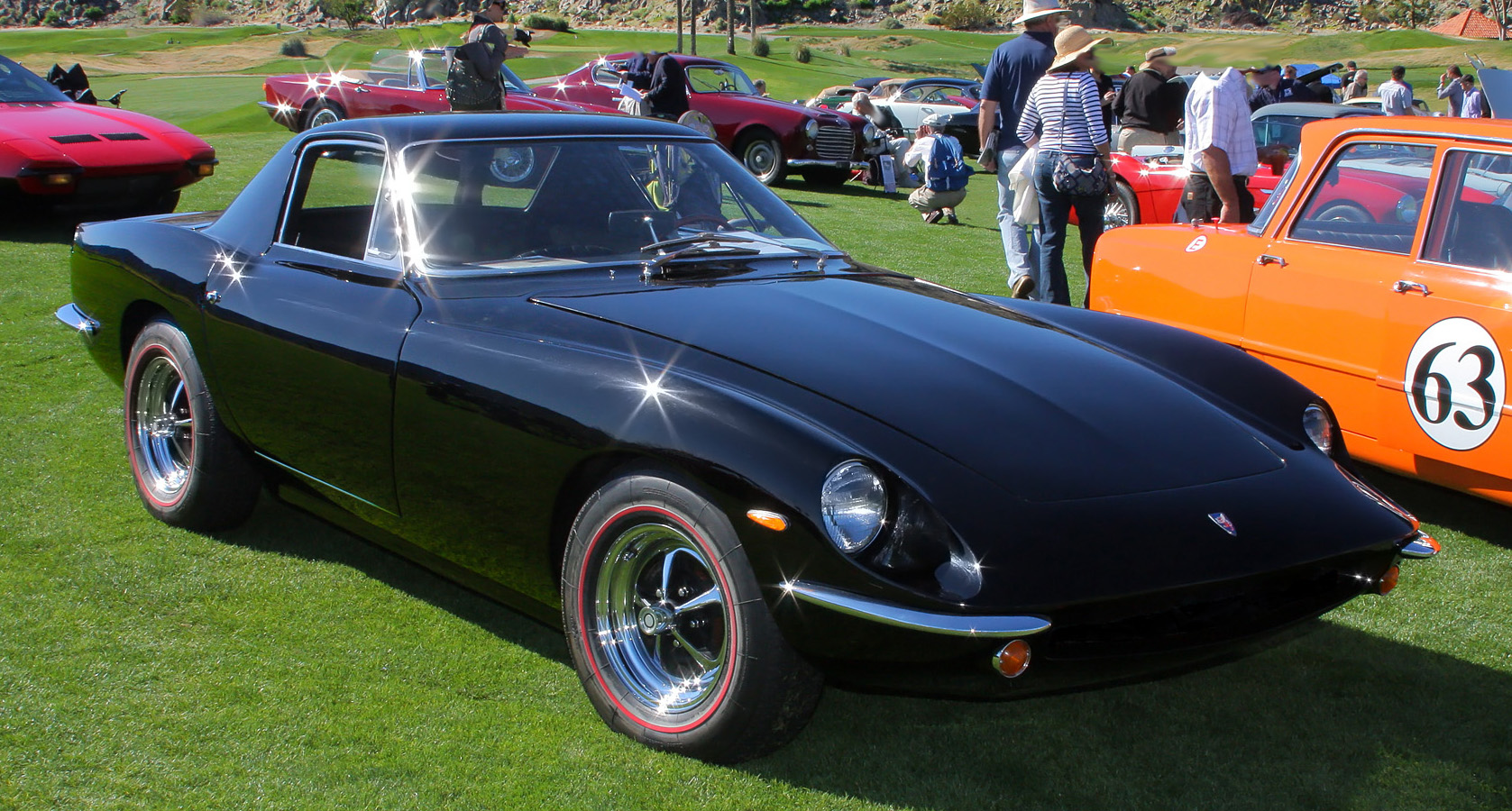
Griffith GT 600

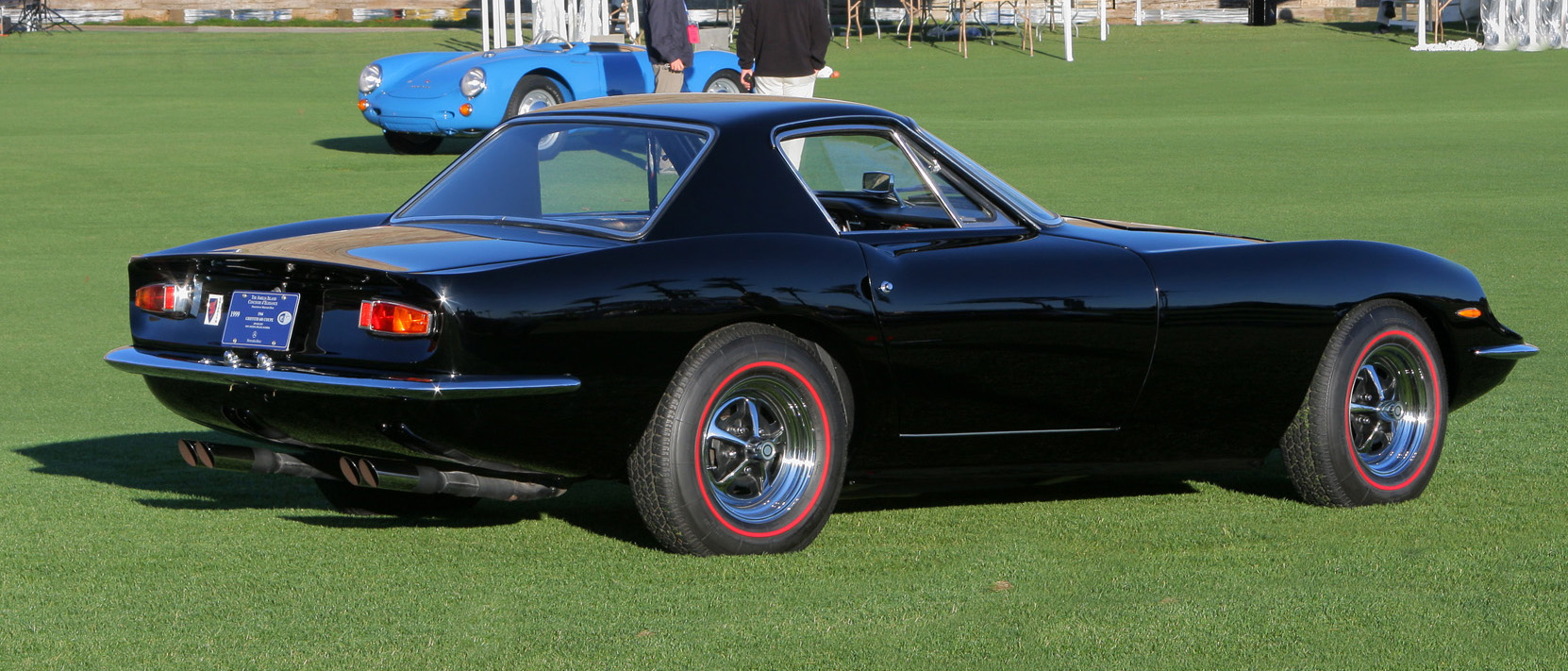
Griffith GT 600

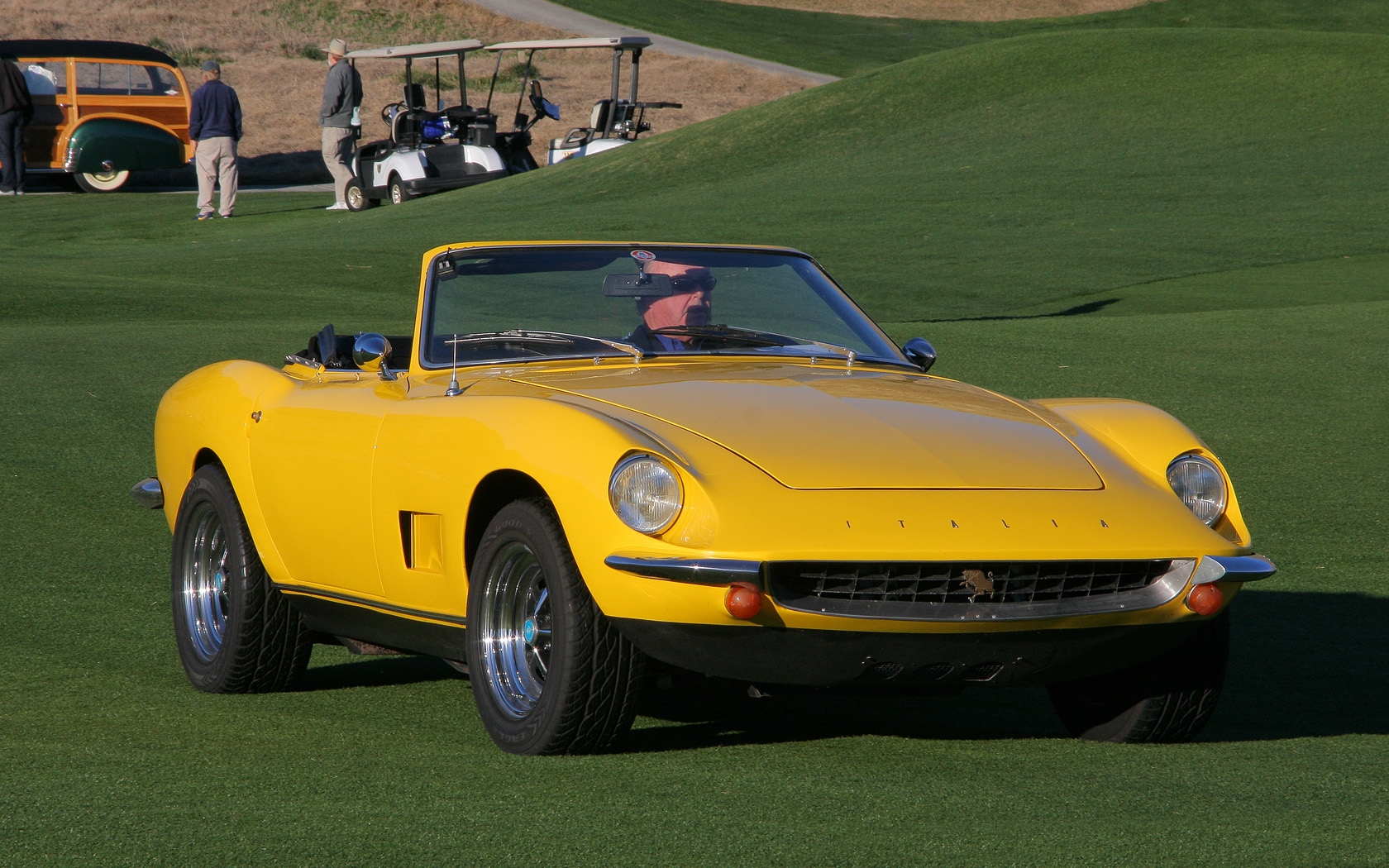
Intermeccanica Italia

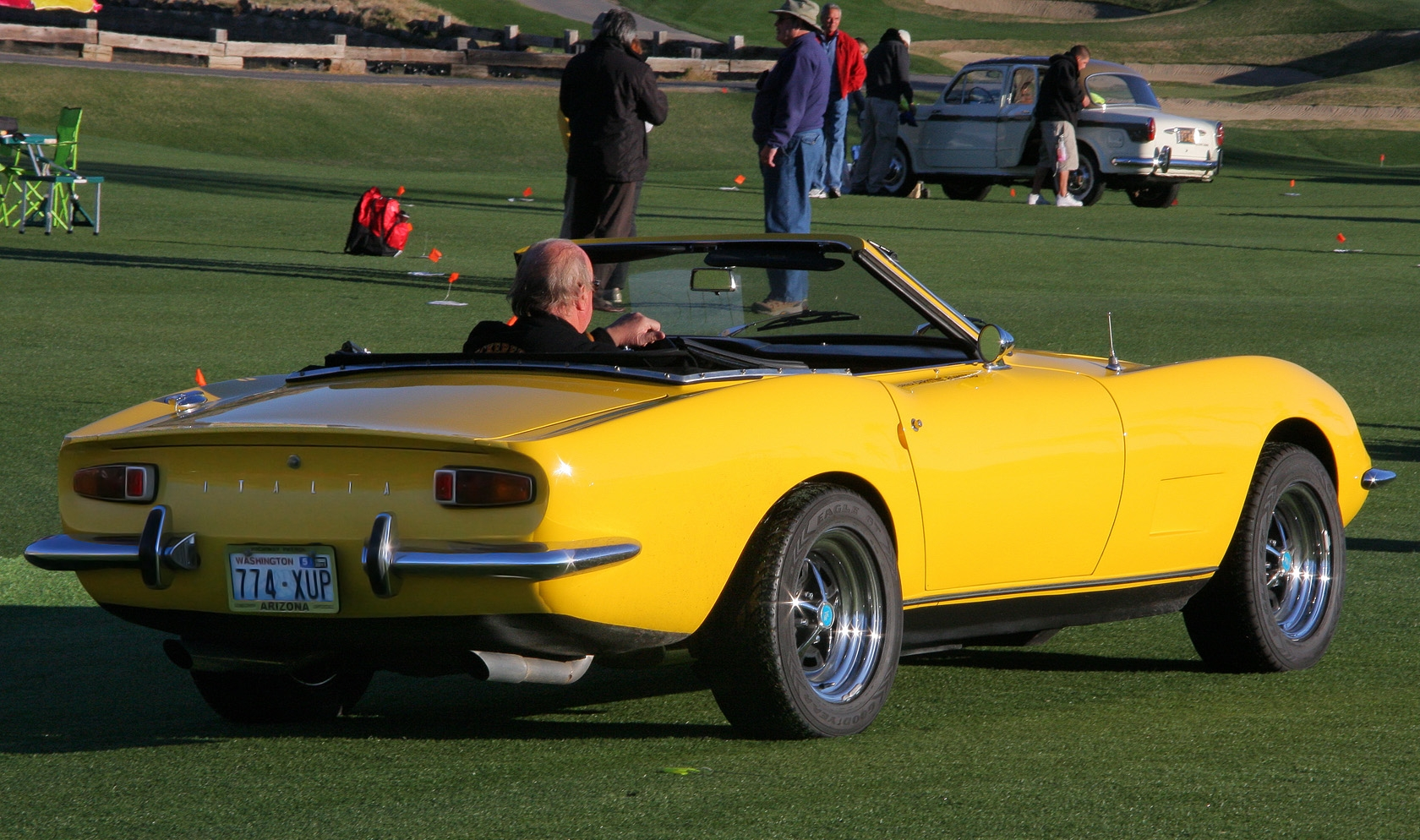
Intermeccanica Italia

Гріффіт був далекоглядним, і викуповує право виготовляти кузови самостійно. По-перше, виготовлення в Італії виходило дорогим, а по-друге, надто затяжним за термінами. Для цих цілей Гріффіт будує завод в Шарлотті, Північна Кароліна, попутно він вирішує перейти від начинки Buick до Mopar, і встановлює техніку від Plymouth Barracuda. Але Гріффіт переоцінив свої можливості і, продавши всього десять машин, оголошує себе банкрутом, продавши права на проєкт Стівену Уайлдеру, господареві фірми Holman and Moody. Той, у свою чергу, перейменовує автомобіль в Omega і, продавши 33 автомобілі, він припиняє їх виробництво. Права на проєкт знову переходять під юрисдикцію Рейзнера, який, оновивши дизайн машини, починає її випускати під назвою Intermeccanica Torino. Але незабаром, після того як Ford Motor Company заявив про свої претензії на назву Torino, автомобіль перейменували на Italia. У 1969 році ці машини стали продавати і в Європі, а головним дилером там став Еріх Біттер.
Пізніше Мілтон Браун згадував, що їхня справа зазнала поразки тому, що вони занадто дешево продавали такий якісний продукт і треба було просити більше грошей. Коли Браун, Плешіа і Девіс запускали проєкт, то вони в тому числі сподівалися й на підтримку фірми Buick, проте, великі керівники «Дженерал Моторс» пропустили новинку повз очі, можливо, не хотіли мати внутрішнього конкурента культовому Chevrolet Corvette.
Френк Рейзнер помер у 2001 році, але справа його живе донині — в Канаді існує фірма Automobile Intermeccanica, яка випускає репліки Porsche 356 і VW Kübelwagen Тур 82, а керує нею Генрі Рейзнер, син Френка.
Не дивлячись на коротке життя Apollo GT, ця машина встигла увічнити себе у фільмі «The Love Bug», головним героєм якого був Volkswagen Käfer на прізвисько Гербі. У фільмі була й машина марки Apollo, але називалася вона там Thorndyke Special. Студія Уолта Діснея купила два автомобілі цієї марки, один з них знайшли сильно постраждалим у сараї у 2004 році, дев'ять років пішло у ентузіаста на його реставрацію, адже машина була унікальна. Всього до наших днів дійшло близько 20 збережених автомобілів.

## Список автомобілів Apollo
- 1962 — Apollo 3500 GT
- 1963 — Apollo 5000 GT

## Список наступників конструкції автомобіля Apollo 5000 GT
- 1964 — Vetta Ventura
- 1966 — Griffith GT 600
- 1967 — Omega GT
- 1967 — Intermeccanica Italia (Torino)